# 508 Princetonia
508 Princetonia è un asteroide della fascia principale del diametro medio di circa 142,35 km. Scoperto nel 1903, presenta un'orbita caratterizzata da un semiasse maggiore pari a 3,1613632 UA e da un'eccentricità di 0,0138784, inclinata di 13,36313° rispetto all'eclittica.
Il suo nome è dedicato all'Università di Princeton, situata a Princeton nel New Jersey.